# Lascoria leucorhabdota
Lascoria leucorhabdota är en fjärilsart som beskrevs av William James Kaye 1901. Lascoria leucorhabdota ingår i släktet Lascoria och familjen nattflyn. Inga underarter finns listade.